# 鈴木秀美 (法学者)
鈴木 秀美（すずき ひでみ、女性、1959年9月 - ）は、日本の憲法学者。大阪大学名誉教授。慶應義塾大学メディア・コミュニケーション研究所教授。専門領域は、メディア法、憲法、比較憲法。放送倫理・番組向上機構（BPO）放送人権委員会委員長代行。

## 人物
静岡県出身。発掘!あるある大事典の捏造報道をきっかけに、2007年6月から1年間、関西テレビの社外取締役も務めた。

## 学歴
- 1959年 静岡県生まれ
- 1978年 静岡県立掛川西高等学校卒業
- 1982年 慶應義塾大学法学部法律学科卒業
- 1985年 慶應義塾大学大学院法学研究科修士課程修了
- 1990年 慶應義塾大学大学院法学研究科博士後期課程単位取得満期退学
- 2001年 博士（法学）の学位を取得（慶應義塾大学）（学位論文「放送の自由」）

## 職歴
- 1991年　慶應義塾大学新聞研究所研究員
- 1992年　北陸大学法学部講師
- 1996年　北陸大学法学部助教授
- 1998年　広島大学法学部助教授
- 2001年　広島大学法学部教授
- 2002年　日本大学法学部教授
- 2004年　大阪大学大学院高等司法研究科教授
- 2015年　慶應義塾大学メディア・コミュニケーション研究所教授

## 発言
尖閣諸島中国漁船衝突映像流出事件の際は、「不祥事など政府による明らかな違法行為があったり、沖縄密約のように政府が国民に隠し続けた事実を暴くケースとでは情報の質が異なると思う。政府の高度な政治的判断で非公開としたものを、不満だからと権限のない一職員が流したのだとすれば、正当行為だとするのは難しいのではないか」と発言。

## 学会・研究会
- 日本公法学会
- 日本マス・コミュニケーション学会
- 情報通信学会
- 比較憲法学会
- 比較法学会
- 日独法学会
- ドイツ憲法判例研究会（代表、2013年4月 - ）
- 全国憲法研究会
- 憲法理論研究会
- 関西憲法判例研究会

## 主要著作
- 『よくわかるメディア法』（共編著）ミネルヴァ書房、2011年
- 『インターネットと法〔第4版〕』（共編著）有斐閣、2010年
- 『放送法を読みとく』（共編著）商事法務、2009年
- 『プロセス演習 憲法』（棟居快行・工藤達朗・小山剛・赤坂正浩・石川健治・内野正幸・大沢秀介・大津浩・駒村圭吾・笹田栄司・宍戸常寿・畑尻剛・村田尚紀・宮地基・矢島基美・山元一と共著）信山社 2004年
- 『放送の自由』信山社、2000年

## 社会における活動
- 2005年4月 - 2007年6月：放送倫理・番組向上機構（BPO）青少年委員会委員
- 2006年10月 - 2014年9月：大阪府「情報公開審査会」委員（途中、何年か会長も務める）
- 2009年7月 - 2021年6月：関西テレビ「オンブズ・カンテレ委員会」委員
- 2011年5月 - 2020年12月：毎日新聞「『開かれた新聞』委員会」委員
- 2011年10月 - 2014年9月：大阪弁護士会「懲戒委員会」委員
- 2017年2月 - 現任中：NHK受信料制度等検討委員会委員
- 2021年4月 - 現任中：放送倫理・番組向上機構（BPO）放送人権委員会委員（委員長代行も兼ねる[注釈 1]）